# Morellia curvitibia
Morellia curvitibia är en tvåvingeart som beskrevs av Stein 1913. Morellia curvitibia ingår i släktet Morellia och familjen husflugor. Inga underarter finns listade i Catalogue of Life.